# Швейцарський хокейний союз
Швейцарський хокейний союз (нім. Schweizerischer Eishockeyverband, SEHV) — організація, яка займається проведенням на території Швейцарії змагань з хокею із шайбою. Утворена у 1908 році, член ІІХФ 23 листопада 1908 року. Об'єднує близько 300 клубів і близько 25,000 зареєстрованих гравців (з них 11,250 — дорослі). У країні — 90 хокейних залів і 40 відкритих ковзанок із штучним льодом. Найбільші Палаци спорту: у Берні («Аллменд») — 16000 місць, у Цюриху — 12000, Женеві («Верне») — 11000, Лозанні («Патінцар Маллі») — 10000. 

## Історія
Перші ігри з хокею із шайбою були зареєстровані у 1902 році. Незабаром у французькій частині Швейцарії 8 клубів утворили лігу, яка 27 вересня 1908 року була перетворена у Швейцарську лігу. Тоді ж Швейцарія стала четвертою країною, що увійшла до складу ІІХФ. 
З 1909 по 1913 роки у країні проводилися відкриті чемпіонати, у яких брали участь клуби інших країн. Тоді ж швейцарські команди провели перші міжнародні матчі. Перша ковзанка зі штучним льодом (з трибунами на 3000 місць) побудована у 1928 році у Давосі. До 1930 року у Швейцарії вже налічувалося п'ять ковзанок. Популярність хокею у країні зростала, і до 1939 року вже 43 клуби культивували його, а грали у нього вже 3,200 чоловік. Проте у 1950-х роках швейцарський хокей втратив провідну роль у європейському хокеї. І хоча у 1946 році у країні було 122 клубу і 7000 гравців, на міжнародній арені швейцарські хокеїсти великих успіхів вже досягти не могли. 
Зараз у багатьох швейцарських командах виступають іноземні гравці, у першу чергу канадці. Це, безумовно, сприяє зростанню популярності гри. У 1998 році хокеїсти збірної Швейцарії посіли 4-е місце на чемпіонаті світу, випередивши команди Канади, Росії та США. А на чемпіонаті світу 2013 року збірна Швейцарії здобула срібні нагороди, вдруге (вперше у 1935 році) в своїй історії.

## Турніри
У Швейцарії проведено 5 відкритих чемпіонатів країни. У них перемогли: у 1909 — «Беллерів» (Вевей), 1910 — «Ла Вілла» (Лозанна), 1911 — «Патінерс» (Лозанна), 1912 і 1913 — «Ле-Аван» (Ле-Аван). З 1916 року проводилися вже «звичайні» чемпіонати Швейцарії. У 1967 році у країні організована перша ліга, а у 1977 році — національна ліга А. 
Чемпіони Швейцарії: «Берн» — 1916—1918, 1959, 1965, 1974, 1975, 1977, 1979, 1989, 1991, 1992, 1997 і 2004. «Беллерів» (Вевей) — 1919 і 1920, «Розей» (Гштаад) — 1921, 1924 і 1925, «Санкт-Моріц» (Санкт-Моріц) - 1922, 1923 і 1928, «Давос» (Давос) — 1926, 1927, 1929—1935, 1937—1939, 1941—1948, 1950, 1958, 1960, 1984, 1985, 2002, 2005, «Цюрхер» (Цюрих) — 1936, 1949, 1961, 1966, 2000, 2001 і 2003, «Ароза» (Ароза) — 1951—1957, 1980 і 1982. «Вісп» (Вісп) — 1962, «Вілларс» (Вілларс) — 1963 і 1964, «Клотен» (Клотен) — 1967, «Шоде-Фон» (Шоде-Фон) — 1968-1973, «Лангнау» (Лангнау) — 1976, «Біль» (Біль) — 1978, 1981 і 1983, «Лугано» (Лугано) — 1986—1988 і 1999, «Клотен» (Клотен) — 1993—1996, «Цуг» (Цуг) — 1998. У 1940 чемпіонат не проводився.

## Гравці та національна збірна
Збірна Швейцарії перший офіційний матч провела 23 січня 1909 року на міжнародному турнірі у Шамоні зі збірною Великої Британії (0:3). На ЧЄ команда вперше виступила у січні 1910 року у Ле-Аван (4-е місце). Збірна Швейцарії — чемпіон Європи 1926, 1935, 1939, 1950. Найкращий результат команди на зимових Олімпійських іграх — 3-є місце у 1928 і 1948 роках. 
Найсильніші гравці Швейцарії різних років: 
- воротарі: Ш. Фазель, К. Мюллер, К. Хаузер, Х. Беннінгер, А. Моліна, Г. Ріголет, Олів'є Анкен, Рето Павоні, Давид Ебішер;
- захисники: А. Джероміні, Р. Брейтер, Е. Хандшін, Б. Рюді, Е. Келлер, О. Шютц, Ш. Хензен, Р. Штурценеггер, Я. Келлікер, Фаусто Маццолені, Мартін Штайнеггер, Патрік Суттер, Діно Кесслер, Едгар Саліс, Матіас Зегер;
- нападники: Ф. Краатц, Л. Дюфур, Г. Польтера, У. Польтера, Х. Каттін, Ф. Каттін, Х. Дюрст, В. Дюрст, Р. Торріані, Х. Трепп, О. Шубігер, Р. Перль, Г. Дюбуа, Б. Найннігер, Йорг Еберле, Петер Якс, Альфред Люті, Петер Шлагенхауф, У. Бертші, Д. Конте, Р. Лекумбіс, Б. Віттвер, Марцель Йенні, Міхель Цайтер, Джан-Марко Крамері, Рето вон Аркс, Патрік Фішер, Петер Якс, Іво Рютеманн, Клаудіо Мікелі.